# A király visszatér
A király visszatér J. R. R. Tolkien angol író A Gyűrűk Ura című fantasy-regényének harmadik kötete. A Gyűrű Szövetsége és a Két torony előzik meg. Először 1955. október 20-án jelent meg az Egyesült Királyságban. Magyarul elsőként a Gondolat Kiadónál jelent meg a mű, 1981-ben. A prózai részeket Göncz Árpád fordította, a verseket pedig Tandori Dezső.

## Fordítás
- Ez a szócikk részben vagy egészben  a   The Return of the King című angol Wikipédia-szócikk ezen változatának fordításán alapul.  Az eredeti cikk szerkesztőit annak laptörténete sorolja fel. Ez a jelzés csupán a megfogalmazás eredetét és a szerzői jogokat jelzi, nem szolgál a cikkben szereplő információk forrásmegjelöléseként.

## Magyarul
- A Gyűrűk Ura, 1–3.; ford. Göncz Árpád, Réz Ádám, versford. Tandori Dezső; Gondolat, Bp., 1981
  - 1. A Gyűrű szövetsége
  - 2. A két torony
  - 3. A király visszatér